# Mantelletto (corazzatura)

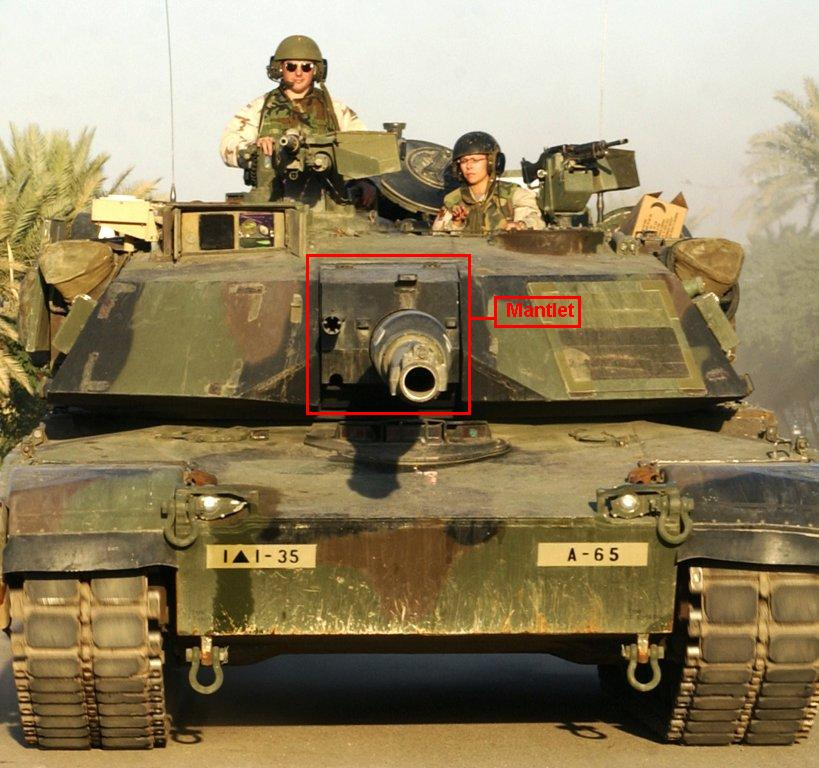
Mantelletto del cannone, circondato in rosso, montato sul cannone principale di un M1A1 Abrams

Il mantelletto del cannone è una parte della corazzatura di un mezzo corazzato che protegge la base del pezzo d'artiglieria (o pezzi d'artiglieria) del veicolo.
Generalmente prende la forma di una piastra piatta o curva posta a copertura dell'apertura dalla quale protude la canna del cannone, che sia dalla torretta o direttamente dallo scafo. Questa impedisce ad un colpo di entrare in una parte scarsamente protetta, ed in più protegge la granata di un colpo caricato, in quanto la canna è facilmente penetrabile e la granata, se colpita, potrebbe avere effetti disastrosi sul mezzo. Su molti carri della seconda guerra mondiale il mantelletto copriva sia la bocca di fuoco principale che la mitragliatrice coassiale, ed era spesso la corazzatura più spessa di tutto il veicolo.

## Galleria d'immagini

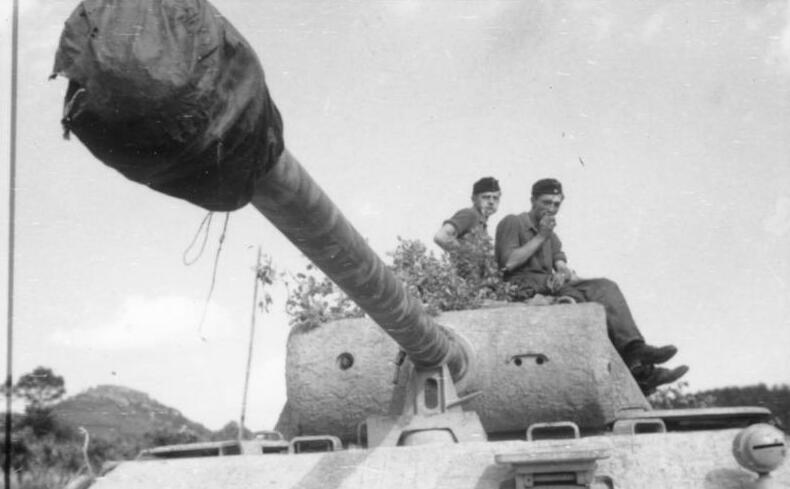
Mantelletto di un Panzer V Panther
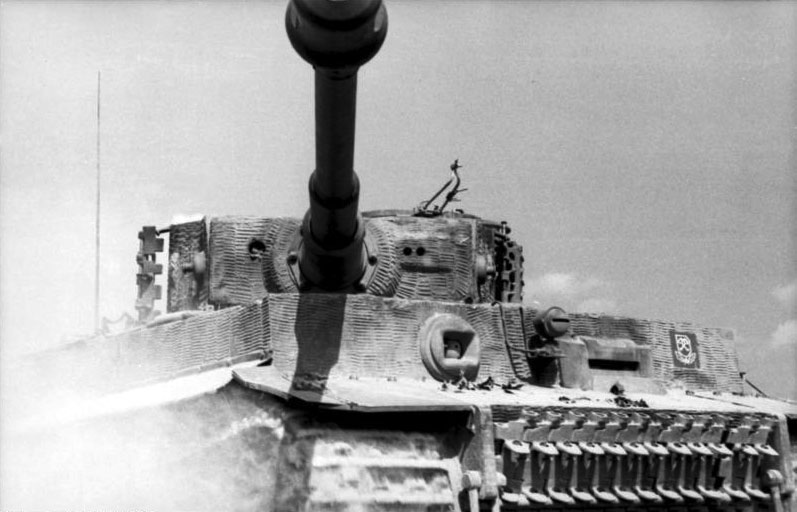
Mantelletto di un Panzer VI Tiger I
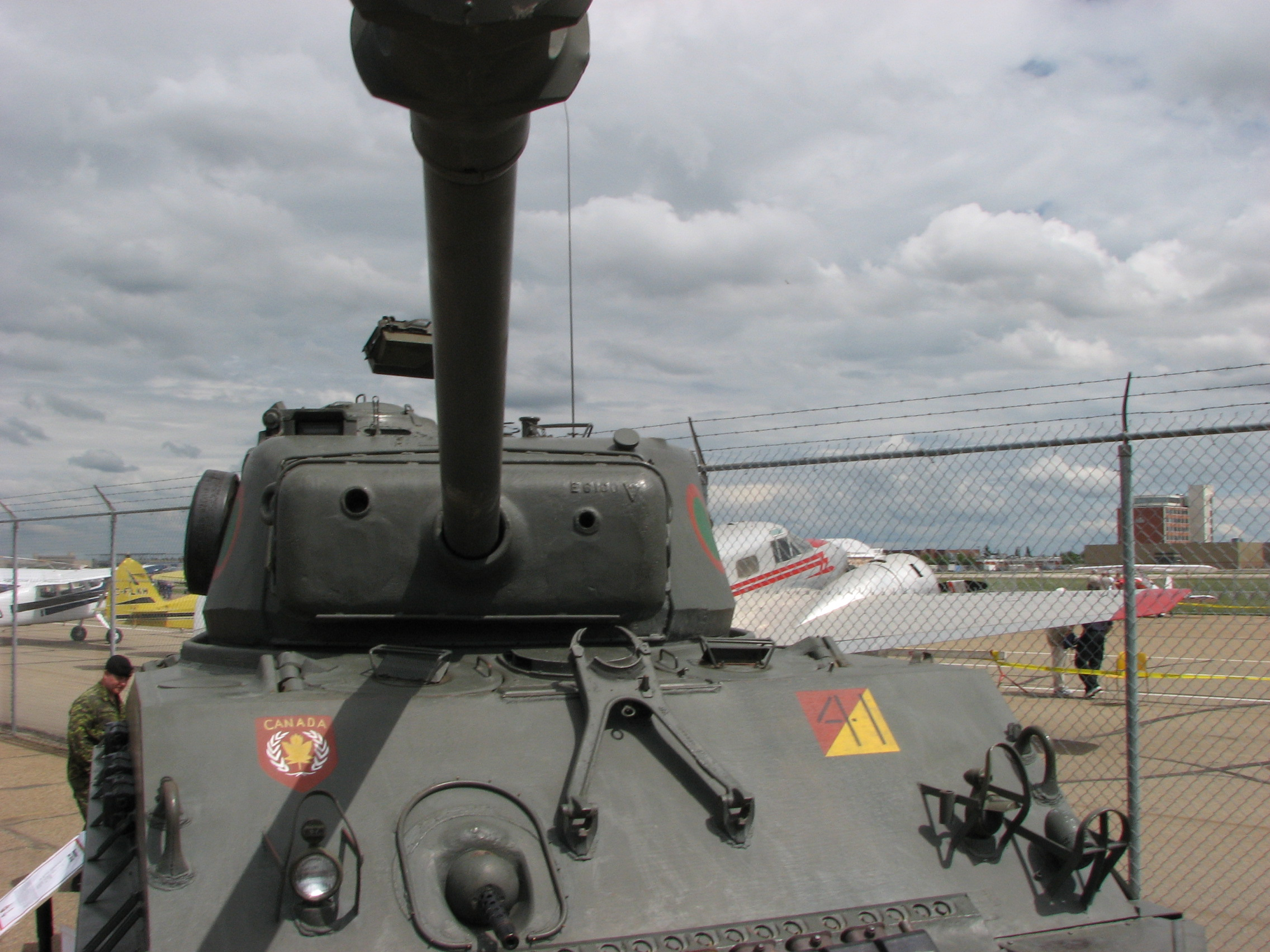
Mantelletto di un M4 Sherman
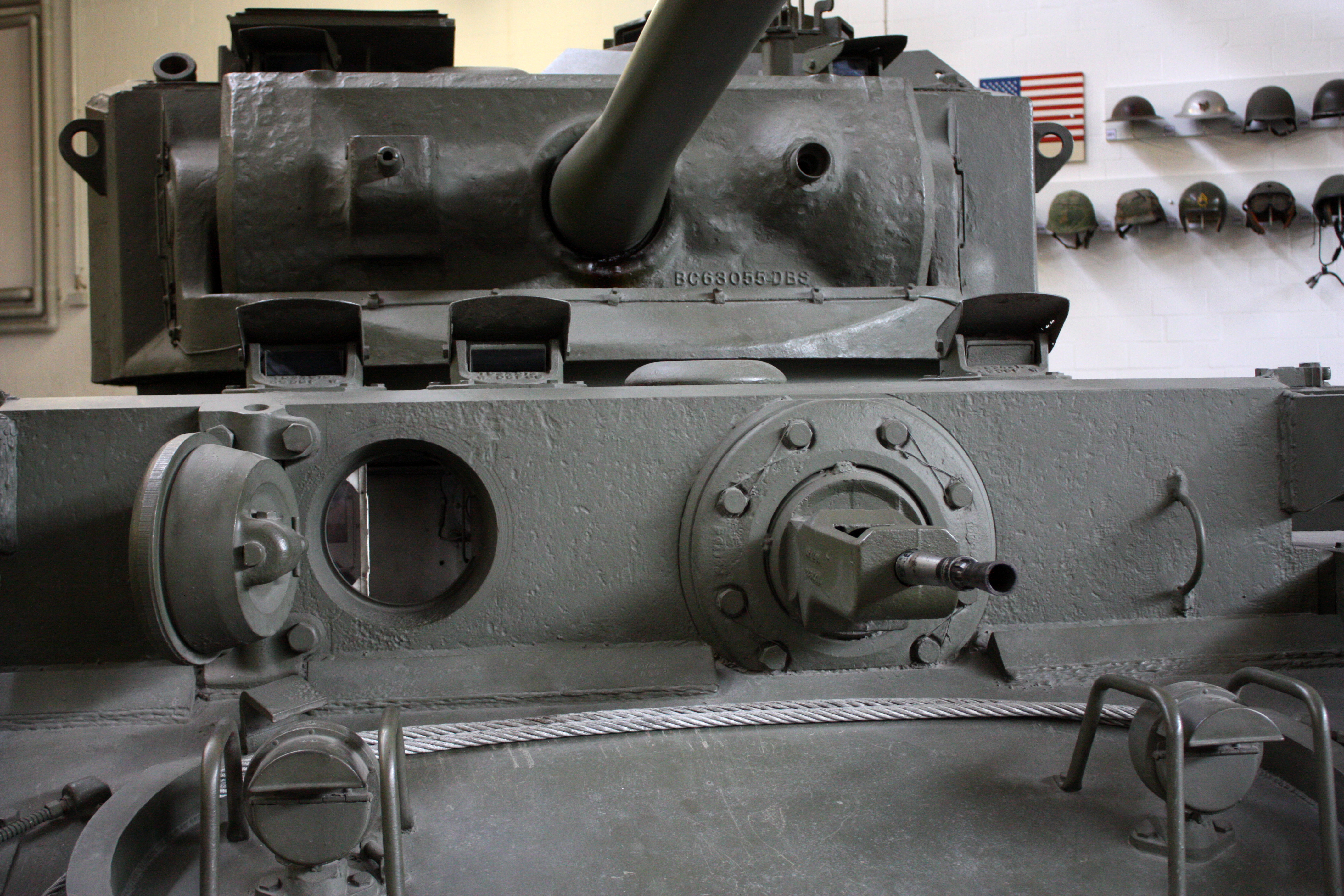
Mantelletto di un Comet
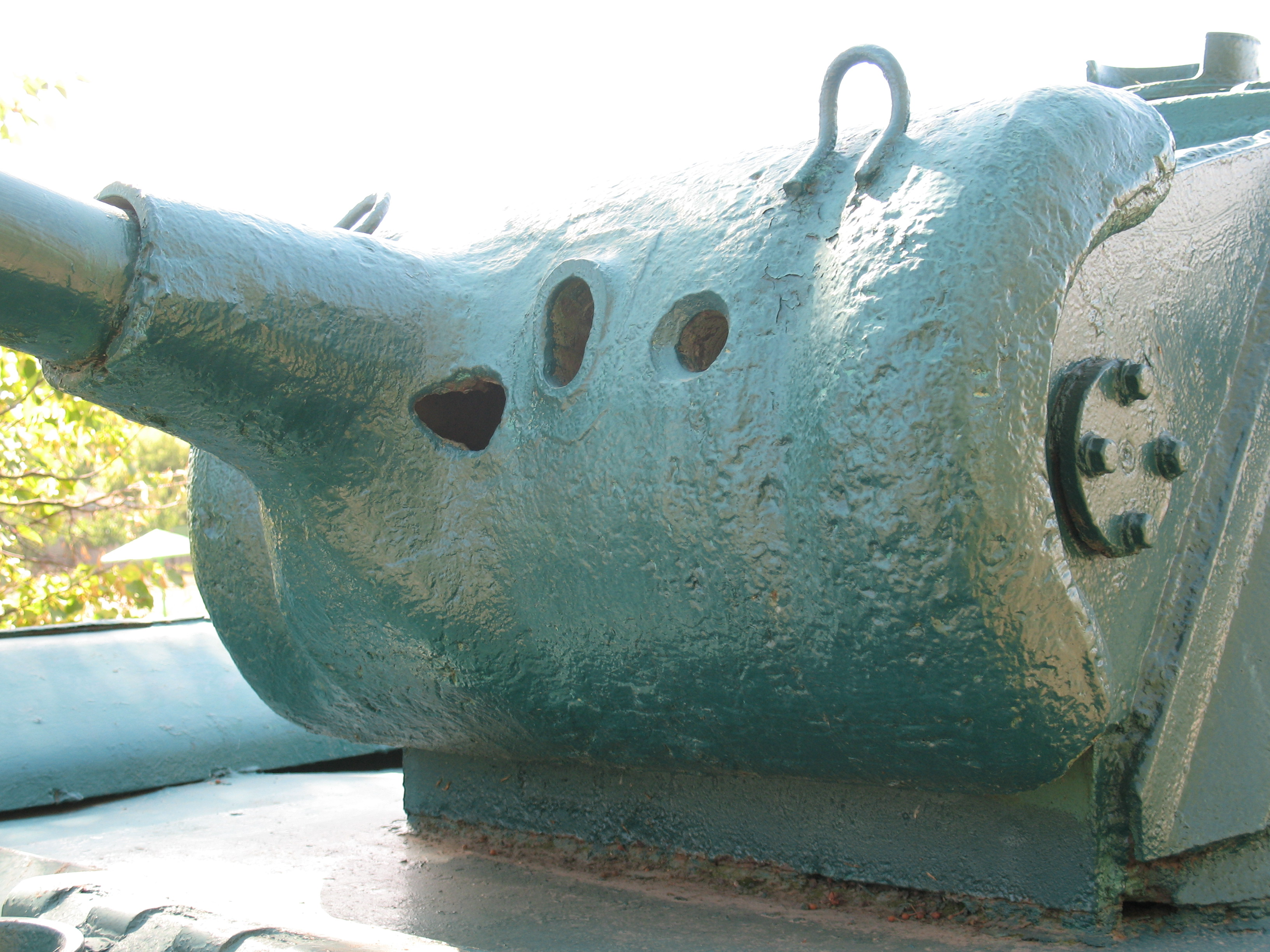
Mantelletto di un T-70
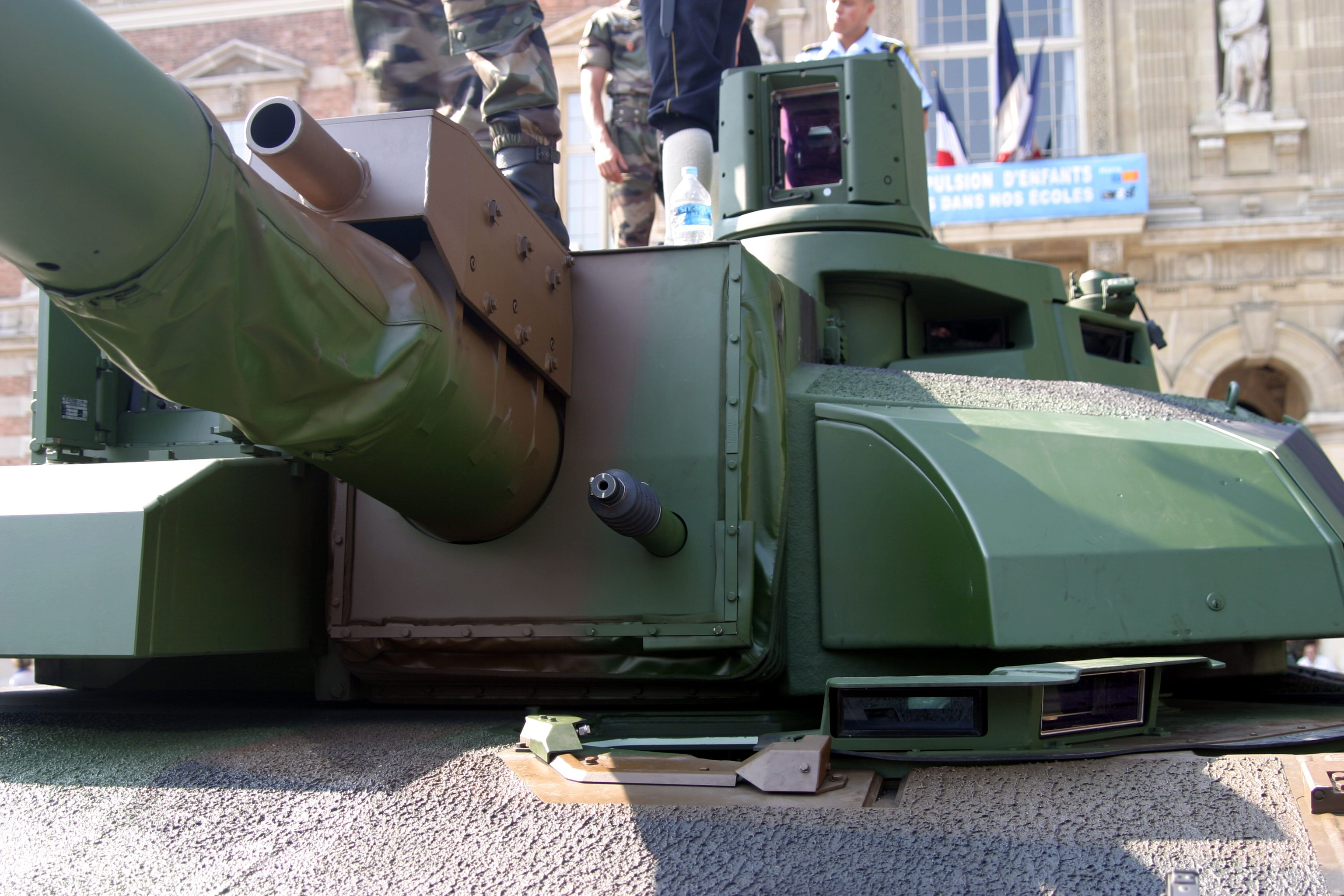
Mantelletto di un Leclerc
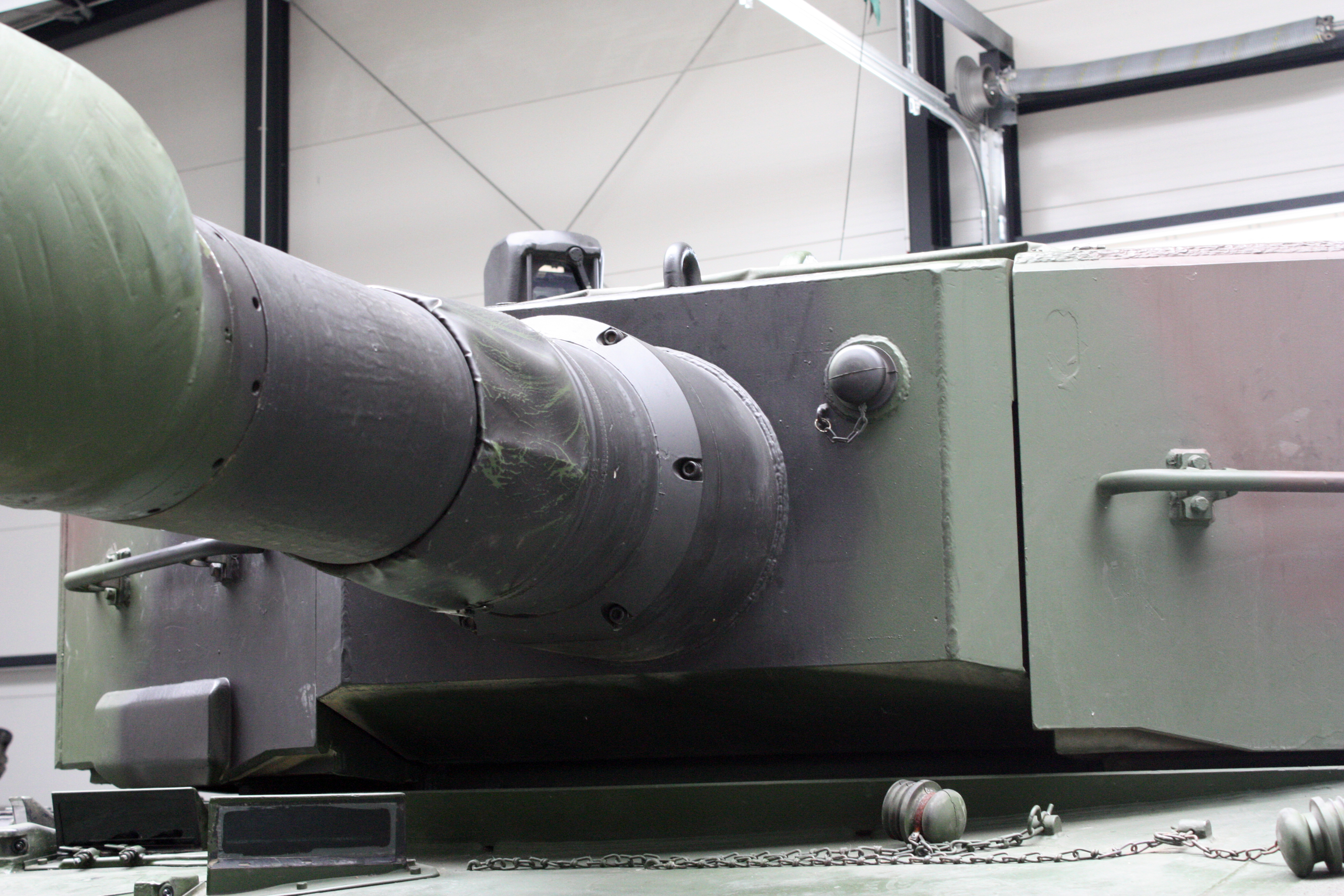
Mantelletto di un Leopard 2A4
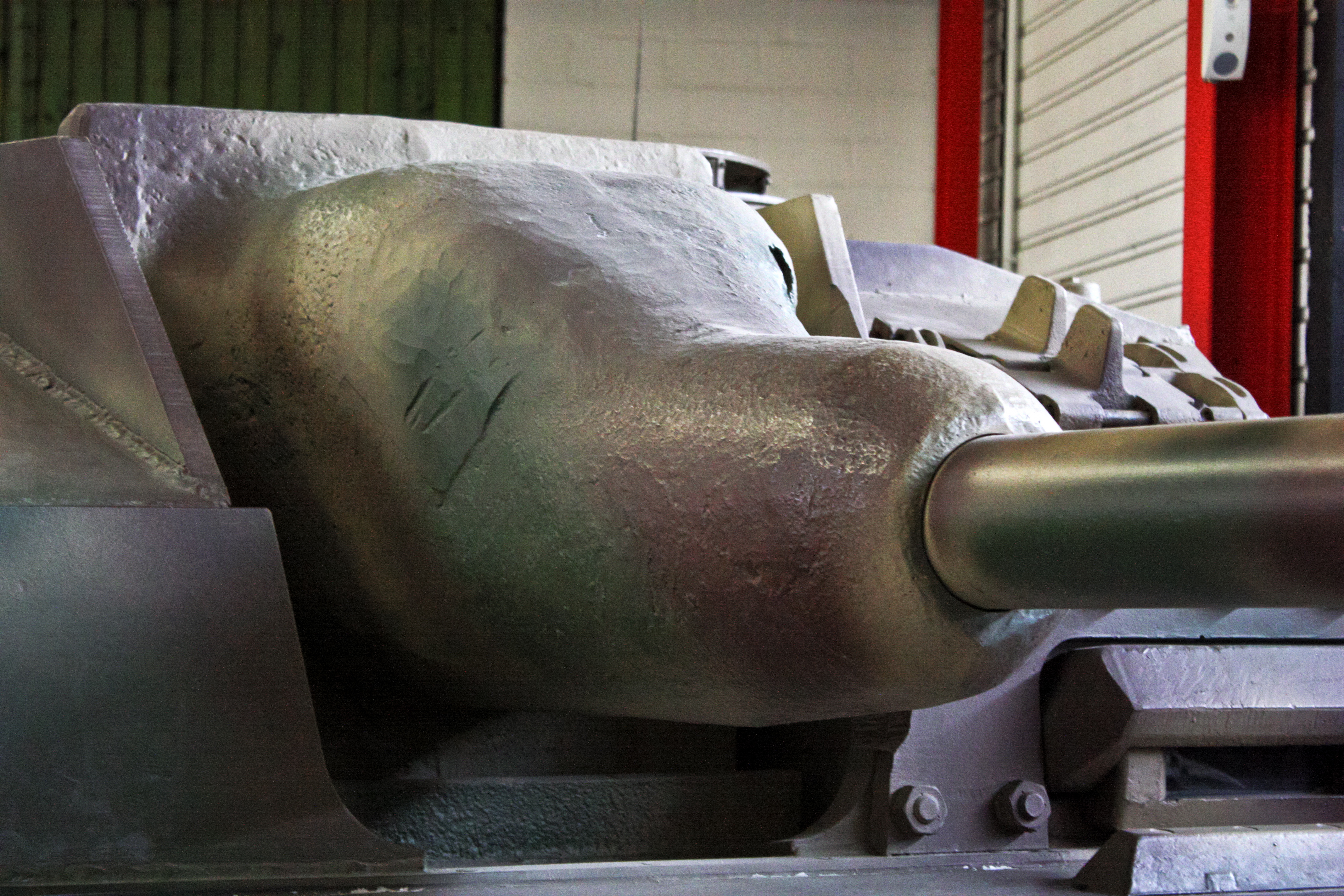
Mantelletto di un Sturmgeschütz III
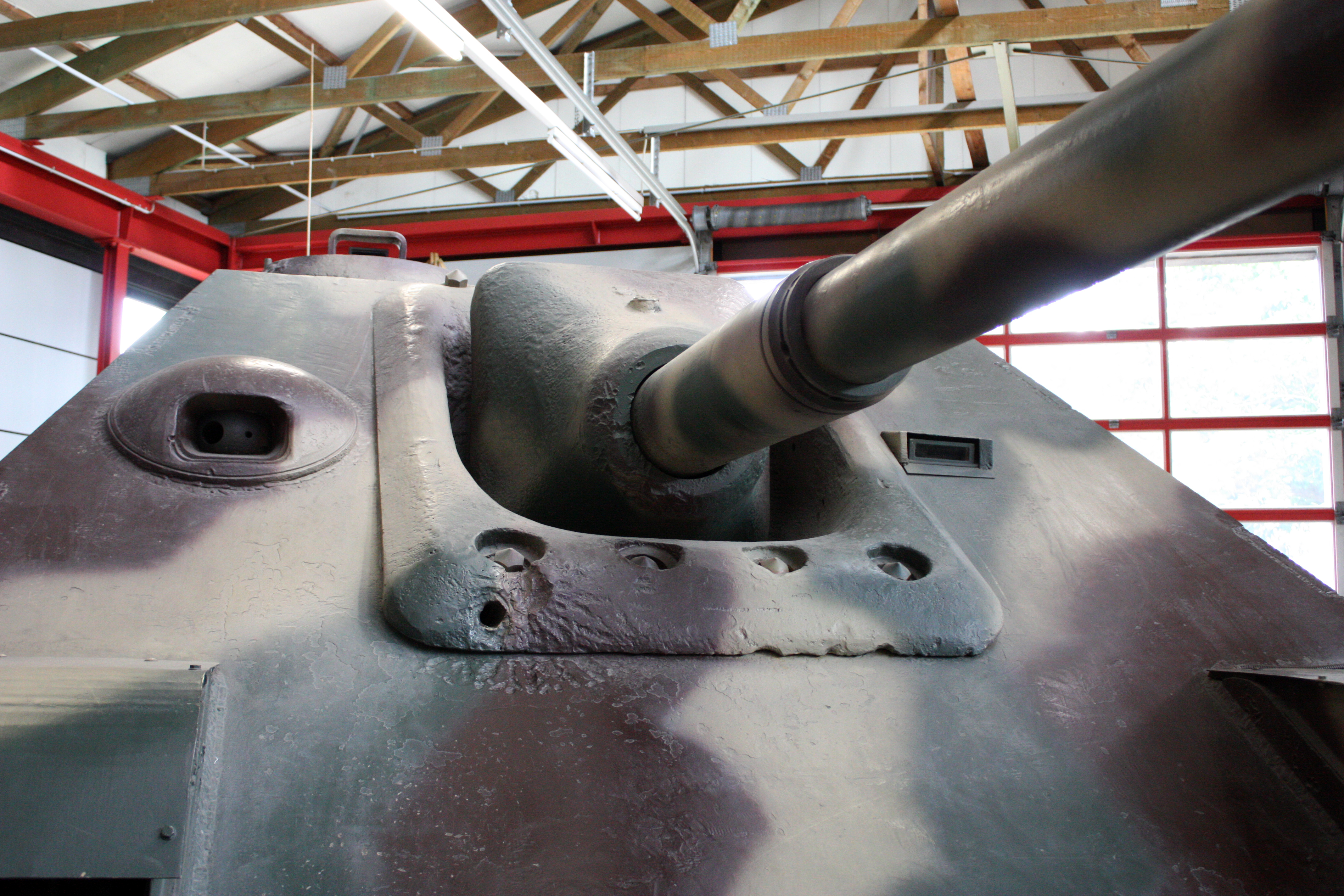
Mantelletto di uno Jagdpanzer V Jagdpanther
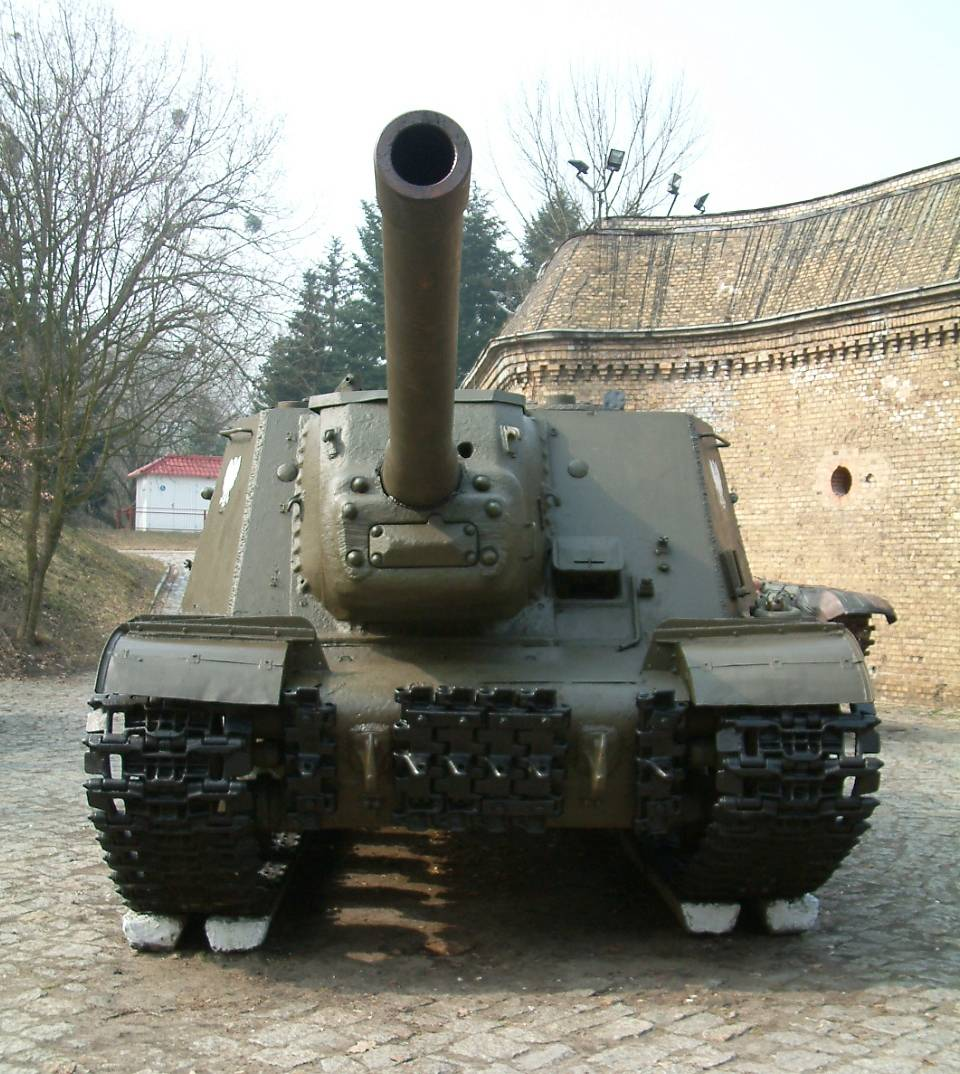
Mantelletto di un ISU-122